# Цешево
Цешево (пол. Cieszewo) — село в Польщі, у гміні Дробін Плоцького повіту Мазовецького воєводства.
Населення — 100 осіб (2011).
У 1975-1998 роках село належало до Плоцького воєводства.

## Демографія
Демографічна структура станом на 31 березня 2011 року:
|          | Загалом | Допрацездатний вік | Працездатний вік | Постпрацездатний вік |
| -------- | ------- | ------------------ | ---------------- | -------------------- |
| Чоловіки | 51      | 14                 | 34               | 3                    |
| Жінки    | 49      | 9                  | 32               | 8                    |
| Разом    | 100     | 23                 | 66               | 11                   |